# Alf Häggkvist
Alf Emil Häggkvist, född 5 februari 1950 i Bjurholms församling i Västerbottens län, död 23 september 2017 i Ekerö distrikt i Stockholms län, var en svensk pianist och jazzmusiker.
Häggkvist växte upp i Mjösjöby i Bjurholms kommun och började i tidig ålder att spela piano och utbildade sig senare till musiklärare vid Musikhögskolan i Malmö. Han var lärare vid musikhögskolorna i Stockholm och Piteå samt vid flera folkhögskolor, bland annat musiklinjerna vid Mellansels folkhögskola, Kaggeholms folkhögskola och Betelseminariet i Bromma. 1992 flyttade Häggkvist med sin familj till Ekerö och han etablerade sig alltmer på jazzscenen. Centralt för honom var en ständig vilja att utforska oavsett om det gällde komponerande, fria improvisationer eller  förhållningssätt till jazzstandards, visor och psalmer. Under senare år blev komponerandet alltmer viktigt för honom och han skrev även musik för kör, stråkkvartett och flöjt.
Han finns representerad på ett flertal skivor: som solopianist, med sin trio Alf Häggkvist Trio, innefattande Filip Augustson och Krister Häggkvist, samt med andra medmusiker. Han medverkade också i radio och TV. Häggkvist hade sina musikaliska rötter inom den andliga musiken och han turnerade under många år i kyrkor runtom i landet.

## Diskografi
- 1995 - Silhoutte (Trio Lirico)
- 1997 - Improvisationer Psalm och visa I (Solopiano)
- 1998 - Wintersong (Solid Jazz Quartet)
- 2000 - The Beautiful High Coast (Alf Häggkvist Trio)
- 2002 - And if the world...  (Compilation Disc ARV)
- 2004 - Crystals (Alf Häggkvist Trio)
- 2004 - This is Life (Nikola Mitrovic - Uffe Flink Quartet w. Jon Nagourney)
- 2007 - Helena Eriksson sjunger Zetterlund
- 2007 - Längtan (duo med Maria Stenberg)
- 2010 - Sounds of Scandinavia, 4 great pianists (Compilation disc KPJ)
- 2013 - Improvisationer Psalm & Visa II (Solopiano)
- 2014 - Fog (Alf Häggkvist Trio)
- 2015 - Existentiellt - En poetisk & musikalisk berättelse om livet (Marianne Häggkvist, Alf Häggkvist trio, cello och köroktett)
- 2015 - Lyssna - Lars Arvidson tolkar Börge Ring
- 2017 - Blue Serge (Solopiano)
- 2020 - Aftonland - In Memoriam Alf Häggkvist 1950-2017 (duo med Lars Arvidson)